# Viktor Brack
Pour les articles homonymes, voir Brack.
Viktor Brack, né le 9 novembre 1904 à Haaren – faisant aujourd'hui partie d'Aix-la-Chapelle – et exécuté par pendaison le 2 juin 1948 à Landsberg am Lech, est un criminel de guerre nazi.

## Biographie
Il participe aux Freikorps et au putsch de la Brasserie de Munich (1923). Il adhère au Parti nazi la même année. Il entre dans la SS en 1929, et pendant trois ans il est le chauffeur de Heinrich Himmler. Recruté par Philipp Bouhler qui en fait son adjoint, il officie à la chancellerie du Führer, dirigée par le Reichsleiter  Bouhler. Promu Reichamtsleiter il est nommé officier de liaison entre la chancellerie et le département santé du ministère de l'Intérieur. En 1939, Bouhler le nomme chef du personnel et directeur du bureau central II (Hauptamt II). À la suite du mandat donné par Hitler à Bouhler début septembre 1939 concernant l'euthanasie des inaptes au travail, il dirige en octobre 1939 conjointement avec Bouhler, Karl Brandt et Herbert Linden le programme d'assassinat des handicapés plus connu sous le nom de « Aktion T4 » au cours duquel entre soixante-dix et quatre-vingt mille handicapés et malades mentaux adultes sont exécutés dans des camions à gaz ou des chambres à gaz aménagées dans des « instituts d'euthanasie », ainsi que le programme « d'euthanasie » des enfants.
En janvier 1941, Himmler lui demande un rapport sur la possibilité de stériliser les Juifs par rayons X. Il s'implique aussi directement dans la Shoah puisqu'en septembre 1941 en visite à Lublin il informe Odilo Globocnik de l'intégration du personnel de l'Aktion T4 dans l'Aktion Reinhardt, qu'il propose à la même période son aide à la création d'installations de gazage à Riga, il envoie le docteur Helmut Kallmeyer pour superviser les opérations,, et qu'il insiste dans une lettre à Himmler datée du 23 juin 1942 sur la nécessité, pour la réussite totale de l'opération, d'accélérer le processus de déportation et d'extermination des Juifs.
Il est jugé au procès des Médecins à Nuremberg en 1947. Reconnu coupable de crimes contre l'humanité, il est condamné à mort et pendu le 2 juin 1948 dans la prison de Landsberg am Lech.